# Enclosure
Enclosure (ou inclosure) est un terme anglais qui désigne l'action d'enclore un champ. Cet anglicisme est passé en français où il désigne la parcelle de terrain enclose de haies, de murs ou de barrières, bien que les Picards utilisent plutôt le mot « renclôture ».

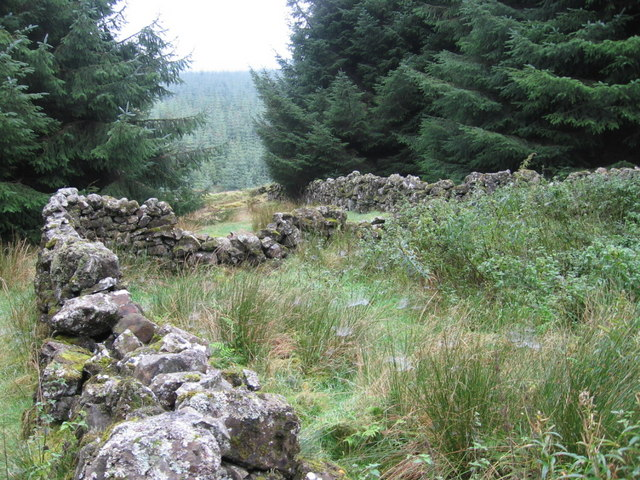
Restes d'une enclosure, dans une forêt de résineux plantés au Royaume-Uni.

Ce terme fait souvent référence au mouvement des enclosures qui s'est développé en Angleterre à partir du XVIe siècle, et qui s'est intensifié aux débuts de la révolution industrielle au XIXe siècle.

## Description
La réalisation d'une enclosure passe par les étapes suivantes :
- l'appropriation par les propriétaires d'espaces préalablement dévolus à l'usage collectif (« commons » pour les Anglo-Saxons) ;
- substitutions de l'ancien système ouvert par des champs enclos par des haies ;
- établissement de vastes domaines, loués à des fermiers pourvus de moyens financiers.

En Angleterre, vers la fin du XIVe siècle, le servage avait disparu et l'immense majorité de la population se composait de paysans libres cultivant leurs propres terres. Les salariés ruraux étaient en partie des paysans qui, pendant le temps de loisir laissé par la culture de leurs champs, se louaient au service des grands propriétaires. Le reste des salariés ruraux était constitué de la population peu nombreuse des journaliers. Ces derniers étaient aussi cultivateurs de leur chef, car en plus du salaire on leur faisait concession de champs. De plus, tout comme les paysans, ils disposaient de l'usufruit des biens communaux où ils faisaient paître leur bétail et se ravitaillaient de bois pour se chauffer. Dans le livre I du Capital (VIII° section : L'accumulation primitive), Karl Marx constate que dans tous les pays d'Europe occidentale, la production féodale se caractérise par un partage du sol entre le plus grand nombre possible de personnes : la puissance du seigneur féodal dépend moins de son argent que du nombre de ses sujets, c'est-à-dire du nombre des paysans établis.
Mais le mouvement dit des enclosures allait bouleverser cet ordre : les grands seigneurs usurpèrent les biens communaux des paysans et les chassèrent du sol qu'ils possédaient pourtant au même titre féodal que leurs maîtres. Les chroniqueurs de l'époque évoquent d'innombrables maisons de paysans disparues, des villes et des villages détruits pour faire des "parcs à moutons" (Transformation des terres arables en pâturages), et constatent "que le pays nourrit beaucoup moins de gens". (Harrison, « Description of England, prefixed to Holinshed's Chronicles », 1577).
Le roi et le Parlement tentent alors de réagir : une loi d'Henri VII, 1489, c. 19, interdit la démolition de toute maison de paysan avec attenance d'au moins vingt acres de terre. Une autre loi constate que beaucoup de fermes et de grands troupeaux de bétail s'accumulent en peu de mains, d'où il résulte que les rentes du sol s'accroissent, mais que le labourage décroît, que des maisons et des églises sont démolies et d'énormes masses de peuple sont plongées dans la pauvreté. La loi ordonne par conséquent la reconstruction des maisons de ferme démolies, fixe la proportion entre les terres à blé et les pâturages, etc. Une loi de 1533 constate que certains propriétaires possèdent 24.000 moutons, et leur impose pour limite le chiffre de 2.000, etc. Cependant, l'objectif de ces mesures n'aurait été que de s'assurer d'une armée solide selon Bacon (il explique comment l'existence d'une paysannerie libre et aisée est la condition d'une bonne infanterie, cf The Reign of Henry VII, etc. Verbatim Reprint from Kennet's England, éd. 1719, Lond., 1870, p. 308.)
Dans le premier livre du Capital, Karl Marx s'interroge sur l'acceptation du système salarial, élément central du capitalisme, où le travailleur renonce à tout titre de propriété sur son propre produit : "pourquoi le salarié fait-il ce marché ?". Sa réponse (le manque de choix) s'explique par l'expropriation des cultivateurs initiée par le mouvement des enclosures et qui a transformé des paysans propriétaires en prolétaires (VIII° section : L'accumulation primitive).
L'enclosure a souvent été présentée comme le moyen permettant de passer d'une agriculture réputée peu productive à une agriculture plus intensive et de type capitaliste. Elle a été accompagnée par l'utilisation de nouvelles techniques, de nouvelles cultures, de nouvelles rotations culturales. Elle s'est inscrite dans une situation de développement économique et dans un système de construction de la propriété privée.
Des conséquences sociales négatives de l'enclosure ont été décrites dès le XVIe siècle par Thomas More et au XVIIIe siècle par Adam Smith. La plus importante de ces conséquences a été de supprimer les possibilités de pacage et de glane à de nombreux petits fermiers ou habitants qui profitaient d'espaces communs ouverts à tous. Quand débuta la révolution industrielle, ces fermiers quittèrent les champs pour les villes afin d'assurer leur subsistance. C'est une des raisons qui expliquent qu'au Royaume-Uni la population s'est urbanisée plus tôt qu'en France et que l'agriculture s'y est plus rapidement intensifiée.
Le mouvement des enclosures est évocateur de la structure agraire du bocage. Par les mutations foncières et économiques qu'il évoque, il préfigure en outre la spécialisation agricole des régions, facilitée par la révolution industrielle.

## Inclosure Acts
Les Inclosure Acts  sont les lois qui ont progressivement imposé la clôture des champs en Angleterre entre 1760 et 1840, notamment le Inclosure Act de 1801 et le General Inclosure Act en 1845.